# Anton Hubert Fischer
Anton Hubert Fischer (ur. 30 maja 1840 w Jülich, zm. 30 lipca 1912) – niemiecki duchowny katolicki, kardynał, arcybiskup Kolonii.

## Życiorys
Święcenia kapłańskie przyjął 2 września 1863 w Kolonii. 14 lutego 1889 został wybrany biskupem tytularnym Juliopolis i biskupem pomocniczym Kolonii. Sakrę przyjął 1 maja 1889 w Rzymie z rąk kardynała Philipa Krementza. 14 lutego 1903 objął stolicę metropolitalną Kolonii, na której pozostał już do śmierci. 22 czerwca 1903 Leon XII wyniósł go do godności kardynalskiej z tytułem prezbitera SS. Nereo e Achilleo. Wziął udział w konklawe wybierającym Piusa X.